# Deutscher Sperber
Der Deutsche Sperber ist eine Hühnerrasse, die durch ihr geschecktes Federmuster auffällt. Den Namen verdankt sie dem Sperber, da dieser Greifvogel auch eine ähnlich gescheckte Brustmusterung besitzt. Diese Rasse wurde von der Gesellschaft zur Erhaltung alter und gefährdeter Haustierrassen (GEH) zur „Gefährdeten Nutztierrasse des Jahres“ 2012 erklärt.

## Geschichte
Der Deutsche Sperber wurde ab 1900 von Otto Trieloff aus Duisburg, einem der Pioniere der Rassegeflügelzucht in Deutschland, aus gesperberten Plymouth Rock, gesperberten Italienern, Grauen Schotten, gesperberten Bergischen Schlotterkämmen und schwarzen Minorkas gezüchtet. Die neue Rasse nannte Trieloff zunächst gesperberte Minorka. Die ersten fünf Stämme stellte er auf der ersten Westdeutschen Junggeflügelschau 1903 in Duisburg aus. 1907 wurde die Sondervereinigung der Züchter der gesperberten Minorka unter dem Vorsitz Trieloffs gegründet. Der Verein besteht bis heute unter dem Namen "Erhaltungszuchtverein der Züchter des Deutschen Sperberhuhnes und der Deutschen Zwergsperber". 1917 erfolgte die Umbenennung der Rasse in Deutsche Sperber.
Der Deutsche Sperber zählt zu den gefährdeten deutschen Hühnerrassen. Die Gesellschaft zur Erhaltung alter und gefährdeter Haustierrassen stuft den Deutschen Sperber in die Kategorie II (stark gefährdet) ein. Die Zentrale Dokumentation Tiergenetischer Ressourcen in Deutschland meldet für das Jahr 2009 103 männliche und 423 weibliche Tiere. Ein Herdbuch für diese Rasse besteht nicht.
Der Bestand der Rasse hat sich in den vergangenen Jahren ein wenig erholt. Das verdeutlicht die Entwicklung der Mitgliederzahlen des Sonderzuchtvereins, dem in den 1980er Jahren lediglich noch 15 Züchter angehörten. Vor allem seit Beginn des neuen Jahrtausends stieg die Mitgliederzahl wieder deutlich an. Alleine 2012, als der Deutsche Sperber „Gefährdeten Nutztierrasse des Jahres“ war, traten 30 neue Mitglieder dem Sonderverein bei. Dadurch liegt die Mitgliederzahl inzwischen bei 100.

## Rassemerkmale
Es handelt sich um eine mittelgroße Hühnerrasse in Landhuhnform. Neben dem Deutschen Sperber gibt es weitere Hühnerrassen, die unter anderem, aber nicht ausschließlich in gesperberten Farbschlägen gezüchtet werden, z. B. Marans. Den Deutschen Sperber gibt es nur in einem Farbschlag. Er unterscheidet sich von anderen gesperberten Hühner u. a. durch die rein weißen Ohrscheiben, die fleischfarbenen Läufe und seine elegante Gestalt, die durch den langen breiten Rumpf, die gewölbte Brust und das lange Brustbein geprägt wird. Die Federn zeigen einen leicht gebogenen, quergebänderten Wechsel von schwarz mit hellblau, ohne scharfe Konturen. Bei der Henne ist das dunkle Federfeld stärker ausgeprägt als das weiße, beim Hahn wechseln dunkles und helles Federfeld in gleicher Breite. Deshalb sind die Hennen deutlich dunkler als die Hähne.
Die Hähne wiegen zwischen 2,5 kg und 3 kg, die Hennen zwischen 2 kg und 2,5 kg. Der Deutsche Sperber gilt als Wirtschaftsrasse mit guter Fleischleistung und einer Legeleistung von etwa 180 (bis max. 230) Eiern pro Jahr. Das weiße Fleisch ist von ausgezeichneter Qualität. Sie verfügen über einen schwach ausgeprägten Bruttrieb und werden als robust, frühreif und frohwüchsig bezeichnet. Die Ringgröße des Hahns ist 20, die der Henne 18.
Die Hühnerrasse gilt als lebhaft und zutraulich. Deutsche Sperber sind gute Futtersucher, wenn sie ausreichend Freilauf haben, und fliegen nur wenig.

## Deutscher Zwergsperber
Seit den 1960er Jahren gibt es neben den großen Sperbern auch die Deutschen Zwergsperber. Dies ist ein Verdienst der Züchter Heinrich Rehme (Osnabrück) und Paul Adam (Mülheim/Ruhr). Als Ausgangstiere wählten sie eine schwarze Deutsche Zwerghenne und einen Deutschen Sperberhahn. 1968 wurden die Zwergsperber erstmals öffentlich ausgestellt, erhielten aber wegen ihrer Größe, die über der Norm für Zwerghühner lag, keine guten Bewertungen. 1974 gab es für die Züchter auf Bundesschauen erstmals sehr gute Bewertungsnoten. Daraufhin erkannte der Bundeszuchtausschuss noch im selben Jahr den Deutschen Zwergsperber als Rasse an.

## Bestand und Gefährdung
Deutsche Sperber sind selten und wurden in die Liste der gefährdeten Haustierrassen aufgenommen. Die Bundesanstalt für Landwirtschaft und Ernährung führt die Deutschen Sperber in der Roten Liste der gefährdeten Nutztierrassen 2013 in der Gefährdungsklasse II (stark gefährdet). Danach gab es 2009 in Deutschland 103 Hähne und 423 Hennen.

## Belege
1. ↑  http://www.deutschesperber.de/downloads/chronik-rgb.pdf
2. ↑  http://www.deutschesperber.de/index2.php
3. ↑  Rote Liste der GEH e. V. (Memento vom 23. Juli 2012 im Internet Archive)
4. ↑  Archivierte Kopie (Memento des Originals vom 4. März 2016 im Internet Archive)  Info: Der Archivlink wurde automatisch eingesetzt und noch nicht geprüft. Bitte prüfe Original- und Archivlink gemäß Anleitung und entferne dann diesen Hinweis.
5. ↑  Schwarz auf Weiß - Mitteilungsblatt des Erhaltungsvereines der Züchter des Deutschen Sperberhuhnes und der Deutschen Zwergsperber, 1. Ausgabe, Mai 2013.
6. ↑  http://www.deutschesperber.de/rassestandard/rassestandard/deutsche-sperber/index.html
7. ↑  „Gefährdete Nutztierrasse des Jahres 2012 - Die Deutschen Sperber“ (Memento vom 21. Januar 2012 im Internet Archive)
8. ↑  Rote Liste der einheimischen Nutztierrassen in Deutschland 2013 (Memento vom 1. Februar 2014 im Internet Archive)